# Лабенщина (Минский район)
Лабенщина (бел. Лабэ́ншчына) — деревня в Минском районе Минской области Беларуси. В составе Лошанского сельсовета.

## География
Пролегает дорога Н-8948.
Ближайшие населённые пункты Прудище, Селявщина и др.

## Этимология
Название одноименного происхождения, от имени с корнем Lab-, который связан с литовским labas «хороший, подходящий, приятный».
Возможно, от Labėnas (такой антропоним восстанавливается с литовской антропонимии с уплощённой фамилии Labenskas).
Не менее вероятно, что первоначальный антропоним, давший название этой деревне, был Лабунас, Labūnas. Об этом свидетельствуют два топонима в одном регионе с Лабенщиной — на северной Минщине: Лобунщина — деревня около Силичей, и Лобунщина — исчезнувший хутор, который был на нынешней территории минского микрорайона «Каменная горка» (около 59-й средней школы).

## История
С 1908 года в Заславской волости Минского уезда Минской губернии.

## Население

### Численность
- 2009 год — 17 жителей

### Динамика
- 1908 год — 117 жителей, 19 дворов[2]
- 1999 год — 22 жителей (перепись населения)
- 2009 год — 17 жителей (перепись населения)[2]

## Достопримечательность
- Лабенщина — археологический памятник, городище культуры поздней штрихованной керамики (конец I тыс. до н. э. — III в.), в 0,4 км на запад от деревни Лабенщина —  Историко-культурная ценность Республики Беларусь, шифр 613В000364.